# Усінськ
Усинськ (комі Ускар) — місто в Республіці Комі. Населення — 31 200 особи (2024).

## Географія
Місто розташоване за 61 км від Північного полярного кола, за 757 км на північний схід від Сиктивкару.

### Клімат
Клімат помірно-континентальний. Середньорічна температура становить мінус 3,2 градуса, сніговий покрив утримується 215 днів на рік.

### Природні ресурси
Своїм народженням місто зобов'язане нафті й газу, головному капіталу тутешніх надр, на основі економічного розвитку території. У наш час[коли?] в Усинську добувається близько 60 % нафти і 3 % газу від загального обсягу видобутку цих видів сировини в Республіці Комі.

## Історія
- У басейні річки Уса були досліджені стоянки стародавньої людини, що належать до давньокам'яного періоду. Здавна ці місця вважалися важкодоступними, придатними для життя лише корінного населення, яке звикло до суворої природи Півночі. Найбагатші річки, безкрайні ліси, безліч озер визначали рід занять місцевого населення. Тут ловили рибу, промишляли хутрового звіра, розводили оленів. Століттями жили на цій території ненці-самоєди. Пасовища для оленів, достаток риби та хутрового звіра залучили в ці краї комі-іжемців.
- Наприкінці XVIII століття виникло селище Усть-Уса.
- У XIX столітті одне за іншим на території нинішнього Усинського району з'являються такі села, як Праскань, Усть-Лижа, Колва, Щельябож, Акись, Мутний Материк та інші.
- Наприкінці XIX — початку XX століття заселенням Приус'я починає цікавитися царська влада. Поштовхом до цього послужив загальний перепис 1897 року, з'явилися нові поселення. Самодержавна Росія виявила особливий інтерес до багатств тундри.
- За часів сталінського терору село Усть-Уба входить до системи ГУЛАГу, Усть-Уба стає перевалочною базою для північних таборів. Був побудований аеродром. Тут розміщувалося управління Печорського річкового пароплавства, склади, бази.
- Селище Усинськ було засноване в 1966 році.
- 21 лютого 1975 року Президією Верховної Ради РРФСР був утворений Усинський район з центром Усинськ.
- 20 липня 1984 року селище було перетворене в місто Усинськ.

## Економіка
Нині Усинськ  — місто з потужною виробничою базою. На майже 1000 підприємствах[джерело?] і в організаціях різних форм власності працює понад 24 тисячі осіб. Найбільшими підприємствами міста є «Лукойл» та «Роснафта».
Усинська нафта — основне джерело поповнення не тільки місцевого, але й республіканського бюджетів. В обсязі всієї нафти, що видобувається в республіці, усинська становить понад 70 %. Як базове місто нафтовиків Усинськ є основним постачальником трудових ресурсів прилеглих нафтових родовищ у північній частині Республіки Комі та на території Ненецького автономного округу.

## Освіта
У 26 освітніх установах району навчається понад 7 тисяч дітей, 2,5 тисячі дітей відвідують 17 дитячих садків. Багато професій, які необхідні в регіоні, можна здобути в міському політехнічному технікумі. У місті відкрито філію Ухтинського технічного університету.